# Monique Malcher
Monique Malcher  (Santarém, 26 de dezembro de 1988) é uma escritora, jornalista, antropóloga e artista plástica[carece de fontes?] brasileira. 
Em 2021 recebeu o Prêmio Jabuti na categoria Contos por Flor de Gume. Sendo a segunda mulher do norte a ganhar o prêmio no eixo literatura.

## Biografia
Graduou-se em Jornalismo em 2013 pela Universidade da Amazônia e concluiu o mestrado em Antropologia em 2018 pela Universidade Federal do Pará, além de ser Doutora Interdisciplinar em Ciências Humanas pela Universidade Federal de Santa Catarina. 
Em 2020, pela editora Jandaíra, publicou a versão impressa de seu livro Flor de Gume, com 37 contos escritos em prosa poética, abordando três gerações de mulheres fortes do Pará e temas como alienação parental e abuso sexual. Atualmente o livro é publicado pela editora Moinhos (2025). E em 2025 publicou o romance Degola pela editora Companhia das Letras.

### Participação em antologias
- Antes que eu me esqueça (2021)
- Abrindo a boca, mostrando línguas (2021)
- Geração 2010: O sertão é o mundo (2021)
- Trama das Águas (2020)